# Don Sundquist
Donald Kenneth Sundquist (Moline, 15 de março de 1936 – 27 de agosto de 2023) foi um empresário e político americano que serviu como Governador do Tennessee de 1995 até 2003. Além disso, ele representou o sétimo distrito congressual do Tennessee na Câmara dos Representantes dos Estados Unidos de 1983 a 1985.

## Juventude
Sundquist nasceu em Moline, Illinois, filho de Kenneth e Louise (Rohren) Sundquist. Seu pai era descendente de suecos, enquanto sua mãe era descendente de alemães. Depois de se formar no Colégio Moline em 1953, ele estudou na Universidade de Augustana em Rock Island, Illinois, obtendo seu B.A. em administração em 1957. Ele serviu na Marinha dos Estados Unidos de 1957 a 1963.
Sundquist se juntou a empresa Jostens em 1961, e inicialmente trabalhou nas fábricas da companhia em Princeton, e em Owatonna. Em 1962, ele foi transferido para a fábrica da companhia em Shelbyville, no Tennessee, onde ele se tornou o gerente da fábrica. Ele deixou a Jostens em 1972 e se mudou para Memphis, onde ele fundou e patrocinou uma firma de impressão chamada de Graphic Sales of America.
Enquanto estava em Memphis, Sundquist se tornou ativo nas políticas do Partido republicano. Ele trabalhou como um organizador da campanha de Goldwater para presidente em 1964. Ele serviu como líder nacional do Young Republicans de 1971 a 1973, e líder do Partido Republicano no Condado de 1975 to 1977. Ele foi um delegado da Convenção Nacional Republicana de 1976 e na de 1980, e dirigiu a campanha presidencial de Howard Baker.

## Congresso
Em 1982, Sundquist conseguiu um assento do congressista Robin Beard, que estava descansando para concorrer contra Jim Sasser ao senado americano. O distrito de Beard, o sexto, tinha sido renumerado como o sétimo depois da renomeação de distritos. Nas eleições gerais, Sundquist ganhou de Bob Clement, filho do ex-governador Frank G. Clement, por apenas mil votos a mais em um lugar com 145,000 eleitores. Ele conseguiu a reeleição em 1984 e foi reeleito mais três vezes com quase nenhuma dificuldade.
Enquanto estava no congresso, Sundquist estabeleceu um recorde de votos conservadores, e era popular em grupos de orientação conservadora, como a Federação Nacional de Assuntos Independentes e a União Conservadora Americana. Ele era membro da House Ways and Means Committee. Ele também era membro da Força Tarefa Republicana de Reformas Éticas.

## Governador
Em 1994, Sundquist concorreu para governador na eleição para substituir o incumbente democrata, Ned McWherter. Ele facilmente ganhou a nominação, com mais de 80% dos votos nas primárias, e concorreu contra a nomeado democrata, o prefeito de Nashville, Phil Bredesen, nas eleições gerais. Bredesen criticou Sundquist por votar contra uma lei que aumentava o salário mínimo enquanto era membro do congresso. Sundquist acusou Bredesen de mudar de opinião em questões como as verbas públicas para aborto e privatização de escolas. No dia da eleição, Sundquist ganhou de 807,104 votos a 664,252.
Durante seu primeiro mandato, Sundquist focou-se em um governo eficiente e no Bem estar social. Ele assinou o projeto "Familias primeiro" em 1996, que reduzia o número de famílias em programas sociais de setenta mil a trinta mil. Em 1996, Sundquist eliminou o escândalo estadual da Comissão de Serviço Público do Tennessee, substituindo o pela Autoridade regulatória do Tennessee. Naquele mesmo ano, ele criou o Departamento de serviços a criança.
Em 1998, Sundquist ganhou facilmente a indicação, derrotando Shirley Beck-Vosse, com 258,786 votos a 28,951. Nas eleições gerais, ele derrotou facilmente o seu oponente democrata, John Jay Hooker, com 669,973 votos a 287,790.
Logo após vencer a reeleição em novembro de 1998, Sundquist implementou o Programa ConnectTen, o que fez com que o Tennessee o primeiro estado do país a conectar as suas escolas e livrarias na Internet.
Durante o seu segundo mandato, Sundquist partiu para arrecadar mais receitas para o Estado, que tinha sido, tradicionalmente, uma das jurisdições mais baixa de impostos no país. Ele estava preocupado que o imposto sobre vendas, que o estado assentava grande parte da sua receita, era muito instável, e impediu o estado de competir com outros estados do Sul em educação e infra-estrutura. Por conseguinte, o seu plano de reforma fiscal incluía um imposto de renda estadual, a proposta de que tinha sido um terceiro trilho na política do estado de Tennessee. Muitos de seus aliados políticos se voltaram contra ele, e manifestações de rua anti-renda fiscal foram realizadas em Nashville. Em julho de 2001, os manifestantes vandalizaram escritório de Sundquist, e quebraram janelas na capital do estado, quando o legislador estava considerando a medida imposto de renda.

## Após o governo
Em 2002, pouco tempo antes fim do segundo mandato de Sundquist, uma estação de televisão de Nashville conhecido como NewsChannel 5, descobriu evidências de que as empresas possuídas pelos amigos de Sundquist estavam dando contratos ilegais através do estado. Em dezembro daquele ano, o FBI sancionou a Education Networks of America (ENA), fundada pelo amigo de Sundquist, Al Ganier, como parte de uma investigação que tentava saber se Ganier usou a sua relação com Sundquist para obter milhões de dólares com contratos do estado (incluindo o contrato do ConnectTenn). Garnier, eventualmente, se declarou culpado de uma acusação de uso não autorizado de um computador.
Em maio de 2004, uma funcionária do departamento do trabalho, Joanna Ediger, foi condenada por aparelhamento de um contrato estadual de dois milhões para estrategistas da Workforce, uma empresa possuídas por um outro amigo Sundquist, John Stamps. No ano seguinte, Stamps se declarou culpado por quatro contagens de evasão de divisas e uma contagem de dar falsas declarações. O juiz distrital dos Estados Unidos Karl Foerster disse que Sundquist foi o "impulso" para as investigações, embora ele nunca tenha sido implicado em qualquer irregularidade, nem os membros mais importantes da sua administração.
Em julho de 2005, Sundquist foi nomeado chefe do painel nacional do Medicaid.
Sundquist foi um lobista (o lobby é legalizado nos Estados Unidos) e trabalhou para a firma que co-fundou a Sundquist Anthony. Ele também serviu como vice-líder estadual da campanha presidencial de John McCain.
Sundquist morreu em 27 de agosto de 2023, aos 87 anos.